# Franciskanklostret Sankta Katarina
Franciskanerklostret S:ta Katarina låg i Skara i Västergötland. Det anlades 1242 och ödelades i en brand år 1542. Resterna av komplexet är delvis synliga och delvis orörda under jord.

## Klostrets läge och historia
Klostret som anlades 1242 var det tredje Franciskanerklostret i Sverige och föregicks av inrättningarna i Visby och Söderköping. Det var anlagt vid stadens norra utkant strax utom den medeltida bebyggelsen. Byggplatsen var strax norr om domkyrkan, vid gården Swenuxthorp och det senare Brogården. Vid den tiden gjorde bäcken Drys en böj som kom i stort sett att omsluta klosterbyggnaderna i väster, söder och öster. Idag finns här Veterinärmuseet. 
Årliga sammankomster för kyrkoprovinsen hölls varierande i olika kloster. Sådant provinsialkapitel hölls i Skara åren 1270, 1301, 1331, 1397 och 1460, och innefattade i stort sett de nordiska länderna.  
År 1539 beordrade Gustav Vasa att klostrets värdesaker skulle insändas till kronan. När det skedde ägde klostret en enda munk som av sjukdom skulle intagas på hospital. 1542 eldhärjades klostret och därefter såldes tegel från byggnaderna.    

## Donationer
Klostret nämns första gången i diplomatariet år 1259 då det erhåller fastigheter och klädespersedlar som testamentsgåvor av Bengt Sigtryggsson. 
År 1260 skänker Margareta, gift med lagman Algot och dotter till lagmannen Peter Näf, en mark. Samma belopp donerades år 1283 av Birger Jarls måg, Sigge Guttormsson i Ljunom. 4 mark skänktes år 1286 av Karl Estridsson. Under följande år erhåller klostret donationer från flera uppsatta och betydande personer. Nämnas kan Magnus Ladulås donation på 3 mark i sitt testamente år 1285. De båda fängslade hertigarna Erik och Valdemar testamenterade 20 mark. Konung Magnus Eriksson och drottning Blanka donerade 10 mark år 1346. De sista gåvorna var vid 1516 och något år på 1520-talet, strax före klostrets indragning.    

## Byggnader
Det enda man vet om anläggningen är det som kommit i dagen vid grävningar inom området. Dessa har främst skett under 1700-talet när man på platsen började uppföra veterinärinrättning. Delar av dessa vilar direkt på klostrets grundmurar och kan nu ses i källare. Men de största partierna av bebyggelsen ligger ännu idag orörda under jord sedan de raserades.
Det tycks som om hela klosterkomplexet var uppfört i tegel. Klosterkyrkans korgolv och kortrappa var av kalkstensplattor medan övriga kyrkan och sakristians golv var belagda med tegel. Byggnadsdetaljer i kor och sakristia var försett med glaserat tegel i olika färger. Korets bredd har uppmätts till 9,6 meter. Jordfynd visar att kyrkans portaler varit försedda med skurna tegelornament. Från kyrkans valv har man påträffat ribbor och profiltegel som ännu är bevarade. Ur handlingarna vet man dessutom att kyrkan var försedd med torn.     
Inför provinsialkapitlet år 1397 upprustades klosterkyrkan. Enligt en notis slogs sex valv på fyra pelare nära det nya koret och antemensalet framför högaltaret reparerades av broder Albert.